# 노예 해방 선언

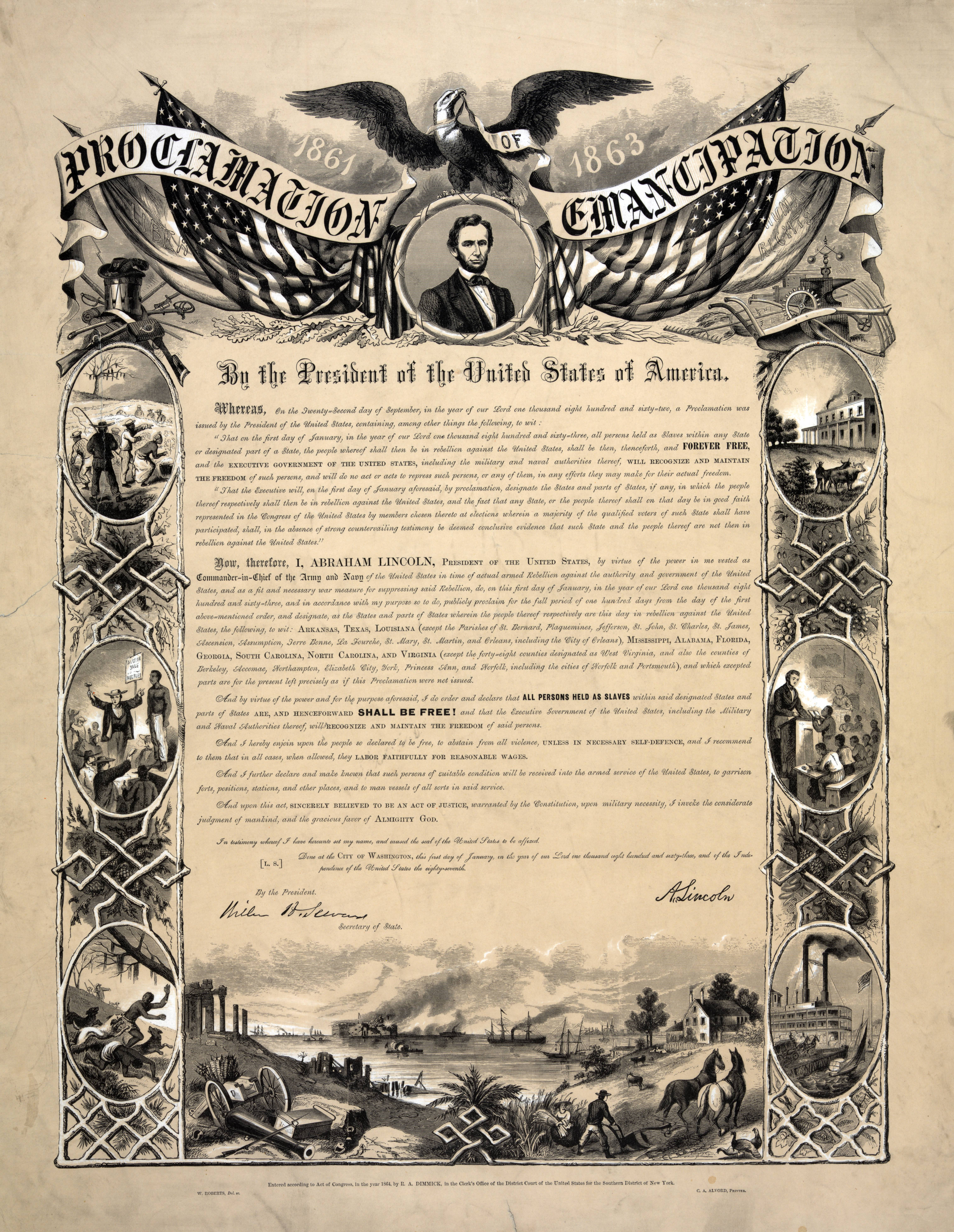
노예 해방 선언문

노예 해방 선언(奴隸 解放 宣言)은 1863년 1월 1일에 미국의 노예 해방에 관하여 에이브러햄 링컨 대통령이 발표한 선언이다. 그 당시 북부에 대하여 반란 상태에 있던 남부 여러 주(州)의 노예를 즉시 전면적으로 해방한다는 내용이다. 이 선언은 미국남북전쟁 중에 발표되었고 이로 인해 북부가 승리하는데 큰 영향을 미쳤다. 노예 해방의 본질적 실현은 종전후 1865년에 미국 헌법 수정 제13조가 비준됨으로써 이루어졌다.

## 배경
아프리카 흑인 노예가 아메리카 대륙으로 유입되기 시작한 시기는 16세기부터였다. 대부분의 흑인 노예들은 아프리카 서부 및 중부 내륙지역 출신으로 아프리카 지배계급의 손에 잡혀와 유럽의 노예상들을 통해 거래되었다.
18세기 미국은 북부는 상공업이, 남부는 농업이 발달하였는데 특히 남부에는 대농장이 많았다. 따라서 대농장을 소유한 농장주들은 노동력이 부족하였고 이에 아프리카 흑인 노예들을 데려오게 되었다. 아메리카에 잡혀간 노예들은 열대작물(면화, 담배, 사탕수수 등)을 재배하는 대단위 농장(플랜테이션)에 일꾼으로 투입되었다.
노예들의 노동력을 이용하여 생산된 농산물들은 저렴한 가격경쟁력을 통하여 유럽으로 수출되며 큰 부를 창출하였다. 이와는 반대로, 노예들은 주인들에 의한 신체적 폭행과 고문 등의 비인간적인 대우를 받고 있었다. 일부 노예는 주인의 도덕성에 의해 좋은 대우를 받기도 하였으나 대부분의 노예는 자유를 마음에 품고 노예 해방 선언을 기다리고 있었다.

## 노예와 지방색
미국의 노예 문제는 북부와 남부 지역 사이의 경제적 및 지역적 이견을 심화시켰다. 남부인들은 남부가 후진 상태를 고전하는 이유를 목화 장사로 폭리를 취하고 있는 북부 실업인들의 세력 확장 탓으로 돌렸는데 한편으로 면화에 대한 수요가 늘면서 노예의 가격도 급격히 상승했다.

## 노예 폐지론자의 주장
사회개혁가들은 현실 문제로서 노예 폐지 문제에 큰 관심을 가졌다. 1830년경 북부에는 노예제도가 거의 폐지된 상태였으나 남부에는 아직까지 200만의 흑인 노예가 있었고, 면화 경작지가 남서부 지방으로 더욱 확대해 나감에 따라 노예제도는 사실상 더욱 강화되고 있는 상황이었다. 1830년대 초에 대두한 노예제도 폐지 운동은 전투적이고 비타협적이었으며, 노예제도의 즉각적인 폐지를 강력하게 요구하는 방향으로 이루어졌다. 그러나 이러한 노예제도 폐지 운동자들의 활발한 노력에도 불구하고, 대부분의 북부인들은 노예제도 반대 운동에 방관적인 태도를 취하거나 반대하였다. 노예제도를 반대하는 사람들은 그 운동의 한 활동으로써 노예들이 지하조직 등을 통해 북부나 국경 너머 캐나다에 있는 안전한 피난처로 도망하는 것을 돕기도 했다. 그 결과 1830년에서 1860년까지 최소한 4만 명의 노예들이 도망가서 자유를 찾은 것으로 추산된다.

## 선언

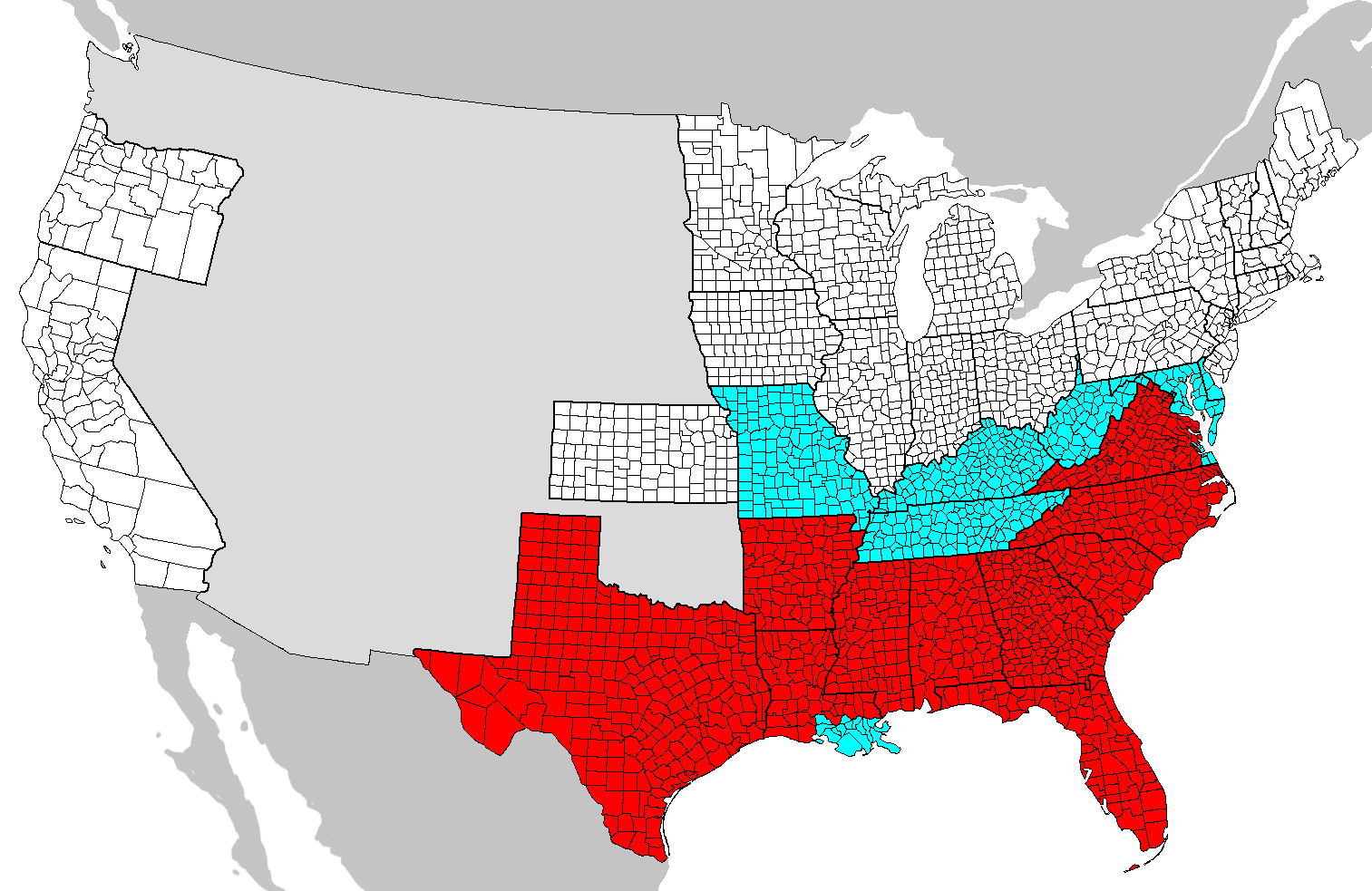
노예 해방 선언의 대상인 주는 붉은색이며, 푸른색으로 표시된 주는 대상이 아니다.

1862년 9월 22일, 링컨은 미국 노예 해방 예비 선언문을 발표하였다. 1863년 1월 1일 이후부터 미국 연방정부에 대해 반란 상태에 있는 여러 주의 노예를 전면 해방한다는 내용이다. 델라웨어, 켄터키, 메릴랜드, 미주리의 경계 4주 및 테네시, 버지니아, 루이지애나 등 북군이 점령한 여러 주의 노예는 대상 밖이었다. 이는 점차적이며 유상적인 노예 해방을 주장하는 공화당 내 보수파와 즉시 전면 해방과 노예주의 조기일소를 기도하는 진보파와의 타협적 선언이었으며, 동시에 전 세계에 북부의 명분을 표명하는 의도도 있었다.
링컨은 대통령 선거 과정에선 노예제 폐지를 공약으로서 매우 열렬하게 지지하지는 않았는데, 남부 등의 표를 얻기 위해서였다는 의견이 존재한다. 허나 그런 링컨조차 거부감을 가진 남부는 그가 대통령이 되자 즉시 연방을 탈당하고 남북전쟁이 시작된다. 또다른 정치적 시각으로 보자면, 공화당 급진파 측에선 역으로 답답하다고 까이자 링컨이 이들의 불만을 달래고자 노예 해방 선언을 한 것 아니냔 시각도 있다. 허나 어찌됐든 링컨은 노예 해방을 선언하며 "나는 내 삶에서 내가 옳은 일을 한다는 확신을, 내가 여기 서명하는 지금 이 순간만큼 느껴본 적이 없다."라고 말한다. 한편으론 남부의 군사 및 경제적 기초를 파괴하기 위한 전략적 조치였다는 해석도 있다.
이 선언은 대부분의 북부인들에게는 명분없는 전쟁이었던 남북전쟁에 도덕적 명분을 부여하였다. 당시 많은 남부인들은 노예제도 찬성 여부와 상관없이 자기 고향을 지키고, 자신들의 삶의 방식을 북부의 부당한 탄압으로부터 지켜야 한다는 분위기였으나, 많은 북부인들에게는 전쟁에 대한 확실한 명분이 없었던 것이다. 이 선언으로 북부인들은 자유와 인권을 지키고자 한 미국 독립 전쟁 때와 같은 전쟁에 대한 열정을 가지게 되었다.
한편, 링컨의 선언으로 노예 해방 선언에서 제외된 몇몇 지역에서는 지방관의 선언에 의해 따로 노예가 해방되었다. 또한, 이는 남부가 노예를 부리는 것에 대한 북부 세력의 대외적인 비판으로, 전 미국인들이 노예 제도에 대해 다시 생각하게 하여, 1865년의 헌법 수정에 의해 결국 모든 노예 해방의 기초가 되었다. 예비 선언 다음의 실제 선언은 1863년 1월 1일에 이루어졌다.

## 한계와 이후
남북전쟁 당시에는 이 선언에 해당되는 남부 지방이 독립하여 있었기 때문에 이 선언은 법적 강제력을 가지지 않아, 북부의 남부 재통일 이후에도 한동안 남부에서는 노예제도가 합법적으로 유지되었으므로 유명무실한 선언이었다는 지적이 있다. 실제로 이 선언은 남부의 노예 폐지에 즉시 큰 영향을 미치지 않았으나, 예비선언 2년 뒤의 미국 수정 헌법 제13조를 통해 노예제가 법적으로 폐지되는 데 일조하였다.

## 같이 보기
- 콘트라밴드
- 농노해방령
- 재건 수정 헌법
- 미국 수정 헌법 제13조